# Міжнародний кодекс медичної етики
Міжнародний кодекс медичної етики — кодекс, заснований на Женевській декларації, головною метою якого є встановити етичні принципи діяльності лікарів у всьому світі, виходячи з їхніх обов'язків перед пацієнтами та колегами. Його поява була відповіддю на експерименти нацистів над людьми, які проводили лікарі за часів нацистського режиму. Це одне з найважливіших міжнародних етичних правил у клініці та медичних дослідженнях і фундаментальний документ Всесвітньої медичної асоціації, що об'єднує лікарів з усього світу. Міжнародний кодекс медичної етики (Міжнародний кодекс з деонтології, що конкретизував деякі положення Женевської декларації, схвалений генеральним директором ВООЗ) є найбільш поширеним документом, на який посилаються багато дослідників проблем медичної деонтології. У ньому звертається увага на питання оплати медичної допомоги, неприпустимість переманювання пацієнтів, самореклами тощо.
Міжнародний кодекс медичної етики був прийнятий Генеральною асамблеєю Всесвітньої медичної асоціації в Лондоні в 1949 році, з поправками, внесеними в 1968, 1983 і 2006 роках.

## Історія
Під час Другої світової війни в Лондоні в штаб-квартирі «Британської медичної асоціації» проводилися зустрічі професіоналів з різних країн для обговорення медичної практики, її проблем і труднощів.
У 1946 році відбулася конференція, на яку було запрошено 31 країну, але взяли участь лише 29, і було офіційно оголошено про заснування ВМА (Всесвітньої медичної асоціації).
У 1947 році група лікарів, звинувачених у проведенні експериментів над військовополоненими в нацистських концтаборах під час Другої світової війни, постала перед судом згідно з Нюрнберзьким кодексом.2 Це стало початком того, що згодом стало відомо як інформована згода. Всесвітня медична асоціація вирішила взяти на себе відповідальність за встановлення етичних стандартів для лікарів у всьому світі.
У 1947 році групу лікарів, звинувачених у проведенні експериментів, кваліфікованих як злочини проти людства, вчинених проти військовополонених у нацистських концтаборах під час Другої світової війни, судили за Нюрнберзьким кодексом. Це стало основою того, що пізніше буде відомо як інформована згода . Всесвітня медична асоціація вирішила взяти на себе відповідальність за встановлення етичних стандартів для лікарів у всьому світі.
Доповідь на тему «Військові злочини та медицина», отримана на 2-й Генеральній асамблеї, призвела до рішення призначити дослідницький комітет для підготовки Міжнародного кодексу медичної етики, перший проект якого був представлений у першому семестрі 1949 року. Рада оцінила що проект був би неповним без тексту присяги Гіппократа. Було складено Женевську декларацію, а проект із домовленостями було передано на розгляд 3-ї Генеральної Асамблеї.
Після схвалення Женевської декларації II Генеральна асамблея Всесвітньої медичної асоціації проаналізувала доповідь «Військові злочини та медицина». Це спонукало Раду ВМА призначити ще один дослідницький комітет для підготовки Міжнародного кодексу медичної етики, який після широкого обговорення був прийнятий у 1949 році III Генеральною Асамблеєю.
У жовтні 1949 року 3-я Генеральна асамблея Всесвітньої медичної асоціації в Лондоні прийняла перший Міжнародний кодекс медичної етики. Перша поправка до нього була внесена під час 22-ї Всесвітньої медичної асамблеї в серпні 1968 року в Сіднеї. Другий відбувся під час 35-ї Всесвітньої медичної асамблеї у жовтні 1983 року у Венеції. 3 У 2006 році на 58-й Генеральній Асамблеї в Піланесберзі, у Північно-Західній провінції Південної Африки, була прийнята третя поправка.
Міжнародний кодекс медичної етики був першою юридичною згадкою про те, що лікарі повинні поважати права своїх пацієнтів і що їхнім першочерговим обов'язком є збереження людського життя.

## Хронологія (засідання ВМА)
- 1949: Прийнято. 3-я Генеральна Асамблея, Лондон
- 1968: Перша поправка. 22-а Генеральна Асамблея, Сідней
- 1983: Друга поправка. 35-та Генеральна асамблея, Венеція
- 2006: Третя поправка. 57-а Генеральна Асамблея, Піланесберг

## Загальні обов'язки лікарів[1]
- Лікар повинен завжди підтримувати найвищі стандарти професійної поведінки.[7]
- Лікарі не повинні дозволяти мотивам прибутку впливати на вільне та незалежне виконання професійних рішень на користь пацієнтів.
- У всіх видах медичної практики лікар повинен присвятити себе наданню компетентних медичних послуг з повною технічною та моральною незалежністю, співчуттям і повагою до людської гідності.
- Лікар повинен чесно поводитися з пацієнтами та колегами, повинен боротися з професійними і особистими недоліками інших лікарів, недостатньою професійною компетентністю, а також тих, хто займається шахрайством чи обманом.
- Наступні практики вважаються неетичною поведінкою:

- 1) Реклама, зроблена лікарем, якщо це не дозволено законами країни та Міжнародним кодексом медичної етики Національної медичної асоціації.
- 2) Оплата або отримання будь-якої винагороди з єдиною метою залучення пацієнта або призначення чи направлення пацієнта до медичного закладу.

- Лікар повинен поважати права пацієнта, колег та інших медичних працівників, а також зберігати конфіденційність пацієнтів (лікарську таємницю).
- При наданні медичної допомоги, яка може послабити психічний або фізичний стан пацієнта, лікар повинен діяти тільки в найкращих інтересах пацієнта.
- Лікар повинен дотримуватися найбільшої обережності при розголошенні відкриттів, нових методів або способів лікування через непрофесійні канали.
- Лікар повинен засвідчувати тільки те, що він перевірив особисто.

## Обов'язки лікарів щодо пацієнтів[1]
- Лікар завжди повинен розуміти зобов'язання зберігати людське життя.
- Лікар завдячує своїм пацієнтам всіма ресурсами своєї науки і всією своєю вірністю. Якщо обстеження або лікування перевищують його можливості, лікар повинен викликати іншого кваліфікованого лікаря у якого такі можливості є.
- Лікар повинен утримувати в абсолютній таємниці все, що йому було довірено про пацієнта, навіть після смерті пацієнта.
- Лікар повинен надавати невідкладну допомогу як гуманітарний обов'язок, якщо він не впевнений, що інші лікарі можуть і хочуть надати таку допомогу.

## Обов'язки лікарів один перед одним[1]
- Лікар повинен ставитися до своїх колег так, як він хотів би, щоб вони ставилися до нього.
- Лікар не повинен переманювати пацієнтів у своїх колег.
- Лікар повинен дотримуватися принципів «Женевської декларації», прийнятої Генеральною асамблеєю ВМА.

## Зовнішні посилання
- Офіційний сайт ВМА англійською мовою
- Всесвітня медична асоціація